# Isotachis minima
Isotachis minima là một loài rêu trong họ Balantiopsaceae. Loài này được Pearson mô tả khoa học đầu tiên năm 1923.